# Pont d'Anyós
Le pont d'Anyós est un pont d'Andorre situé dans la paroisse de La Massana enjambant la Valira del Nord.

## Description
Le pont a été construit entre 1950 et 1952 pour relier le village d'Anyós à la route CG-3. Il se compose d'une arche unique de granite au-dessus de la vallée. Sa chaussée est goudronnée et la balustrade est également faite de granite mais a été réalisée plus récemment.
Après la construction d'une nouvelle route, le pont est devenu une passerelle piétonne, puis a été classé monument d'intérêt culturel en 2004.

## Toponymie
Joan Coromines voit en Anyós un toponyme pré-roman bascoïde formé possiblement sur l'adjectif otz signifiant « froid ». Il propose une construction en angi otz (« pâturage froid »). Cette explication se heurte au fait que le village d'Anyós bénéficie d'une exposition solaire satisfaisante compte tenu de sa localisation sur une colline dégagée dominant la Valira.
Plusieurs formes anciennes du toponyme sont attestées dans des documents du Moyen Âge,. La forme Nos / Enos, présente sur un écrit daté de 1176, est la plus ancienne orthographe connue. On retrouve ultérieurement les formes Ainos et Anhos.